# Breitenstein (Niederösterreich)

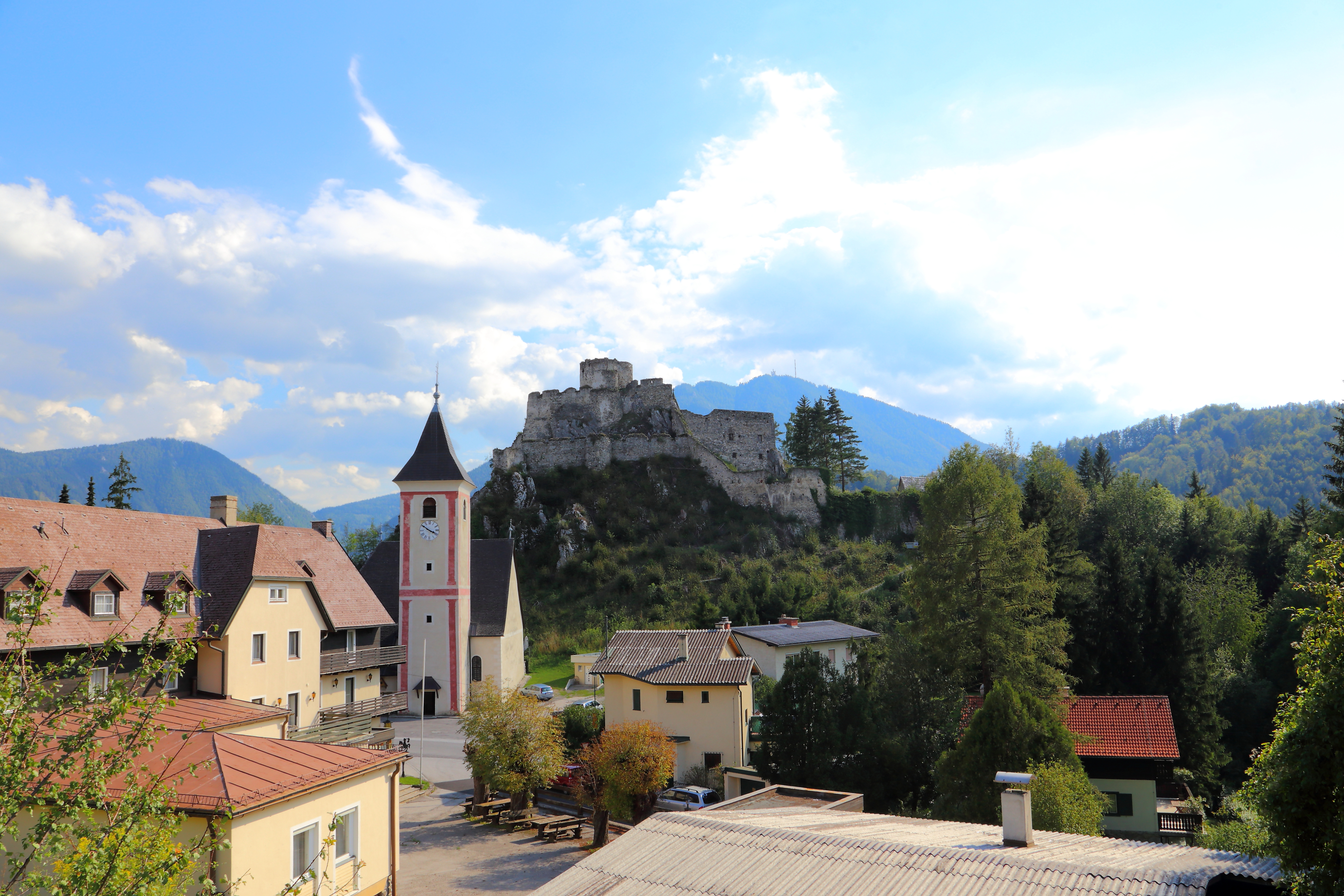
Nordansicht des Ortsteiles Klamm mit der gleichnamigen Burgruine und der Pfarrkirche hl. Martin

Breitenstein ist eine Gemeinde mit 272 Einwohnern (Stand 1. Jänner 2025) im Bezirk Neunkirchen in Niederösterreich.

## Geografie
Breitenstein liegt im Adlitzgraben am Fuß des Semmerings und, unmittelbar, an der Südabdachung des Kreuzbergs in einer Seehöhe von 705 bis 1.545 Meter, direkt an der Semmeringbahn in Niederösterreich. Die Fläche der Gemeinde umfasst 20,29 km², 75,95 % der Fläche sind bewaldet.

### Gemeindegliederung
Es existieren keine weiteren Katastralgemeinden außer Breitenstein. Ortsteile der Gemeinde sind:
- Breitenstein
- Klamm
- Orthof
- Kreuzberg
- Adlitzgraben

### Nachbargemeinden
| Reichenau an der Rax     |                                             | Payerbach  |
|                          | Kompassrose, die auf Nachbargemeinden zeigt | Gloggnitz  |
| Spital am Semmering (BM) | Semmering                                   | Schottwien |

## Geschichte
Im Altertum war das Gebiet Teil der Provinz Noricum.
Der Name des Ortes „Preittenstein“ wird erstmals 1220 in einer Urkunde, in der von verschiedenen Besitzungen der Burgherren von Klamm die Rede war, erwähnt. Im Jahr 1822 wurde der Ort als Lage mit 41 einzelnen Häusern genannt, die nach Klamm eingepfarrt waren, wohin auch die Kinder eingeschult wurden. Die Herrschaft Klamm besaß die Ortsobrigkeit und besorgte die Konskription. Die Landgerichtsbarkeit wurde vom Magistrat Wiener Neustadt ausgeübt. Die Untertanen und Grundholde des Ortes gehörten den Herrschaften Stixenstein, Reichenau, Kirchberg am Wechsel, Sebrenstein, Brunn, Wartenstein, Steyersberg, Stuppach und Klamm. Der Bau und die Eröffnung der Semmeringbahn 1854 brachten vergleichsweise früh eine leistungsfähige verkehrstechnische Erschließung des Gemeindegebiets.
Laut Adressbuch von Österreich waren im Jahr 1938 in der Ortsgemeinde Breitenstein ein Arzt, fünf Fuhrwerker, vier Gastwirte, vier Gemischtwarenhändler, ein Holzhändler, ein Schuster und einige Landwirte ansässig. Weiters gab es im Ort mehrere Pensionen, Hotels und Erholungsheime sowie die Speckbacher Hütte.
Im April 1945 war die Gegend um Breitenstein Schauplatz heftiger Kämpfe zwischen der späteren deutschen 9. Gebirgs-Division (Ost) und der Roten Armee, welche über den Semmering-Pass in die Steiermark vorzudringen versuchte. Im Zuge dieser Kampfhandlungen wurden Gebäude wie das Hotel Sonnhof oder die Gehöftgruppe Pertl zerstört.

### Bevölkerungsentwicklung
Die Gemeinde hat einen unverhältnismäßig hohen Anteil an Personen, die nicht ständig ihren Wohnsitz haben. 330 Hauptwohnsitzen stehen 335 Zweitwohnsitze gegenüber.
| Breitenstein: Einwohnerzahlen von 1869 bis 2025     | Breitenstein: Einwohnerzahlen von 1869 bis 2025 | Breitenstein: Einwohnerzahlen von 1869 bis 2025 | Breitenstein: Einwohnerzahlen von 1869 bis 2025 | Breitenstein: Einwohnerzahlen von 1869 bis 2025 |
| --------------------------------------------------- | ----------------------------------------------- | ----------------------------------------------- | ----------------------------------------------- | ----------------------------------------------- |
| Jahr                                                |                                                 |                                                 |                                                 | Einwohner                                       |
| 1869                                                | 1869                                            |                                                 | 656                                             | 656                                             |
| 1880                                                | 1880                                            |                                                 | 613                                             | 613                                             |
| 1890                                                | 1890                                            |                                                 | 677                                             | 677                                             |
| 1900                                                | 1900                                            |                                                 | 811                                             | 811                                             |
| 1910                                                | 1910                                            |                                                 | 863                                             | 863                                             |
| 1923                                                | 1923                                            |                                                 | 827                                             | 827                                             |
| 1934                                                | 1934                                            |                                                 | 848                                             | 848                                             |
| 1939                                                | 1939                                            |                                                 | 710                                             | 710                                             |
| 1951                                                | 1951                                            |                                                 | 756                                             | 756                                             |
| 1961                                                | 1961                                            |                                                 | 620                                             | 620                                             |
| 1971                                                | 1971                                            |                                                 | 502                                             | 502                                             |
| 1981                                                | 1981                                            |                                                 | 457                                             | 457                                             |
| 1991                                                | 1991                                            |                                                 | 427                                             | 427                                             |
| 2001                                                | 2001                                            |                                                 | 371                                             | 371                                             |
| 2011                                                | 2011                                            |                                                 | 337                                             | 337                                             |
| 2021                                                | 2021                                            |                                                 | 297                                             | 297                                             |
| 2025                                                | 2025                                            |                                                 | 272                                             | 272                                             |
| Quelle(n): Statistik Austria, Gebietsstand 1.1.2021 |                                                 |                                                 |                                                 |                                                 |

### Religion
Nach den Daten der Volkszählung 2001 sind 80,6 % der Einwohner römisch-katholisch und 3,8 % evangelisch, 1,1 % sind Muslime, 1,3 % gehören orthodoxen Kirchen an, 11,9 % der Bevölkerung haben kein religiöses Bekenntnis.

### Sanatorium „Erholungsheim Breitenstein“

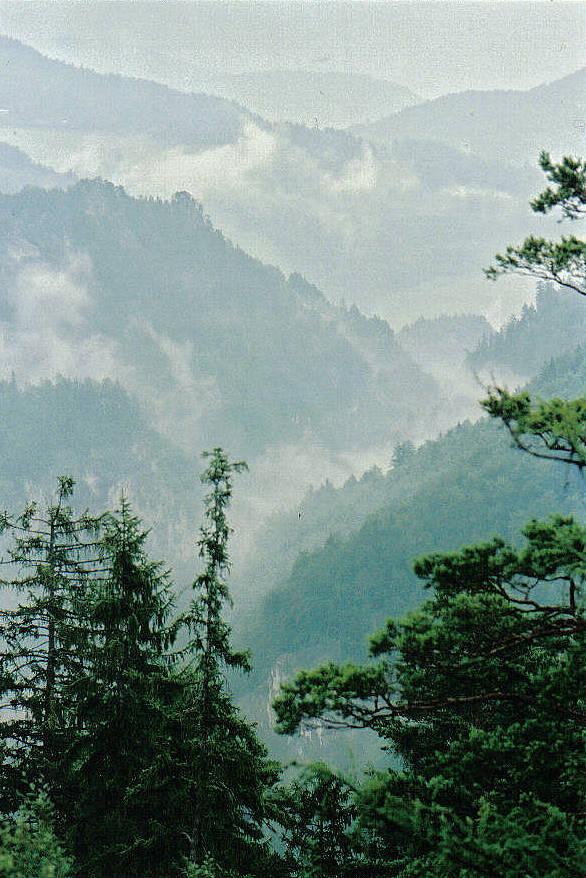
Adlitzgraben von der Doppelreiterwarte gesehen

In Breitenstein befand sich, heute nahezu vergessen, ein bemerkenswertes Volkssanatorium, das in mehreren Etappen ab 1903 errichtete Sanatorium und Erholungsheim Breitenstein. Es war eine der zum Teil weltbekannten Heilstätten (wenn auch keine explizite Lungenheilanstalt, wie das Sanatorium Wienerwald, das Genesungsheim Felbring, das Sanatorium Strengberg, oder das Sanatorium am Hochegg, um nur die bekanntesten zu nennen) im östlichen Alpenvorland und gleichzeitig die erste von der sozial hoch engagierten Henriette Weiss errichtete Volksheilanstalt. Noch während des Ersten Weltkriegs gründete Henriette Weiss (1864–1931), geschichtlich eine der wichtigsten Verfechterinnen der Ausbildung für Frauen zur Krankenpflege, die Erholungsheime Wällischhof in Maria Enzersdorf und Sans Souci in Mauer bei Wien sowie 1914 die Wiener Kriegswaldschule für Kinder. Nach dem Ersten Weltkrieg reüssierte Weiss als Leiterin des durch Kriegseinwirkung schwer angeschlagenen Sanatoriums Alland. 1928 wurde in Baden bei Wien das Altersheim Sorgenfrei ins Leben gerufen.
1938 „arisiert“, wurde die Heilanstalt Breitenstein in der NS-Zeit schwer in Mitleidenschaft gezogen und war – als Folge der unrechtmäßigen Aneignung – in den Jahrzehnten nach dem Zweiten Weltkrieg dem Verfall preisgegeben. In Verkennung seines geschichtlichen Wertes musste das auf 880 m Seehöhe gelegene Sanatorium, inklusive des architektonisch nicht uninteressanten Bauteils von 1908, im Winter 2006/07 auf Betreiben der Gemeinde abgerissen werden.

## Kultur und Sehenswürdigkeiten
- Burgruine Klamm

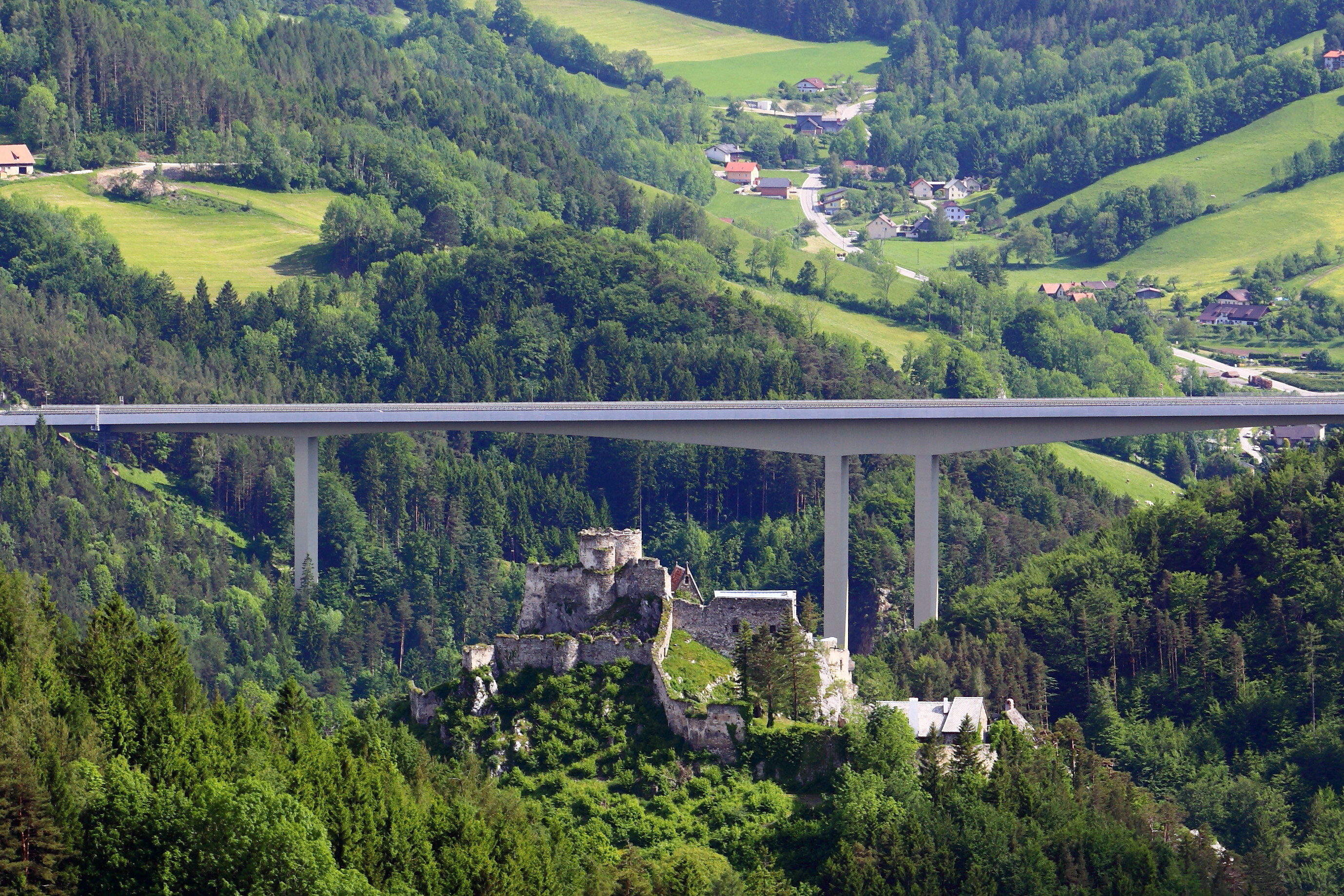
Burgruine Klamm mit Talübergang Schottwien

- Katholische Filialkirche Klamm am Semmering hl. Martin
- Katholische Filialkirche Breitenstein Mutterschaft Mariens
- Ghega Museum: In unmittelbarer Nähe zum Viadukt Kalte Rinne zeigt dieses Museum eine ständige Ausstellung zu der Semmeringbahn und ihrem Erbauer Carl Ritter von Ghega.[10]

## Wirtschaft und Infrastruktur

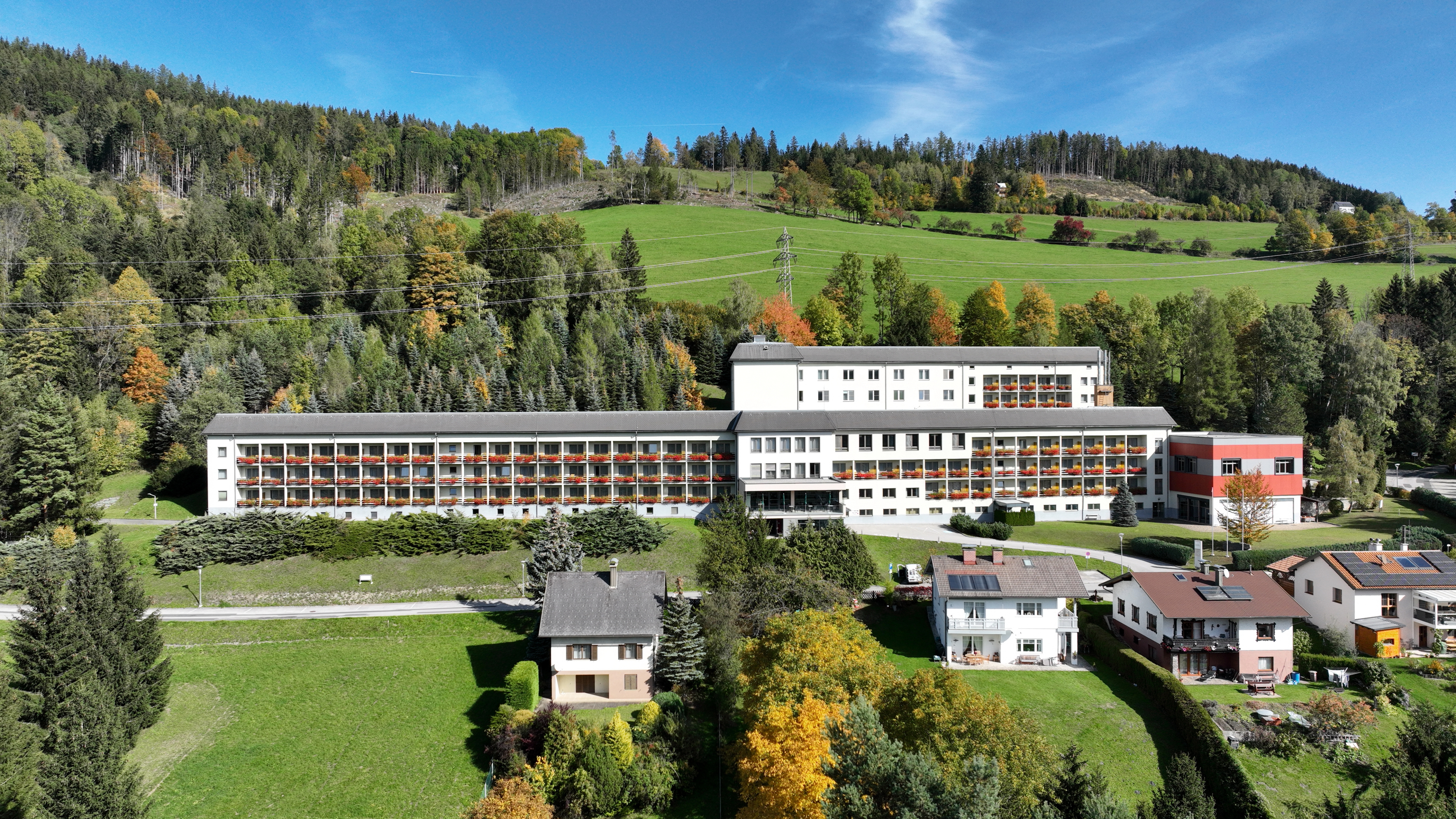
Die BVAEB Gesundheitseinrichtung; größter Arbeitgeber Breitensteins

Nichtlandwirtschaftliche Arbeitsstätten gab es im Jahr 2001 18, land- und forstwirtschaftliche Betriebe nach der Erhebung 1999 23. Die Zahl der Erwerbstätigen am Wohnort betrug nach der Volkszählung 2001 154. Die Erwerbsquote lag 2001 bei 43,93 %.

### Wirtschaftssektoren
Von den 19 landwirtschaftlichen Betrieben des Jahres 2010 waren 14 Nebenerwerbsbetriebe. Der größte Arbeitgeber im Dienstleistungssektor war der Bereich soziale und öffentliche Dienste.
| Wirtschaftssektor            | Anzahl Betriebe | Anzahl Betriebe | Erwerbstätige | Erwerbstätige |
| Wirtschaftssektor            | 2011            | 2001            | 2011          | 2001          |
| ---------------------------- | --------------- | --------------- | ------------- | ------------- |
| Land- und Forstwirtschaft 1) | 19              | 23              | 12            | 14            |
| Produktion                   | 1               | 0               | 2             | 0             |
| Dienstleistung               | 15              | 18              | 114           | 75            |

1) Betriebe mit Fläche in den Jahren 2010 und 1999

### Berufspendler
Im Jahr 2011 lebten 136 Erwerbstätige in Breitenstein. Davon arbeiteten 33 in der Gemeinde und 103 pendelten aus. Im Gegenzug kamen 95 Personen zur Arbeit nach Breitenstein.

### Verkehr

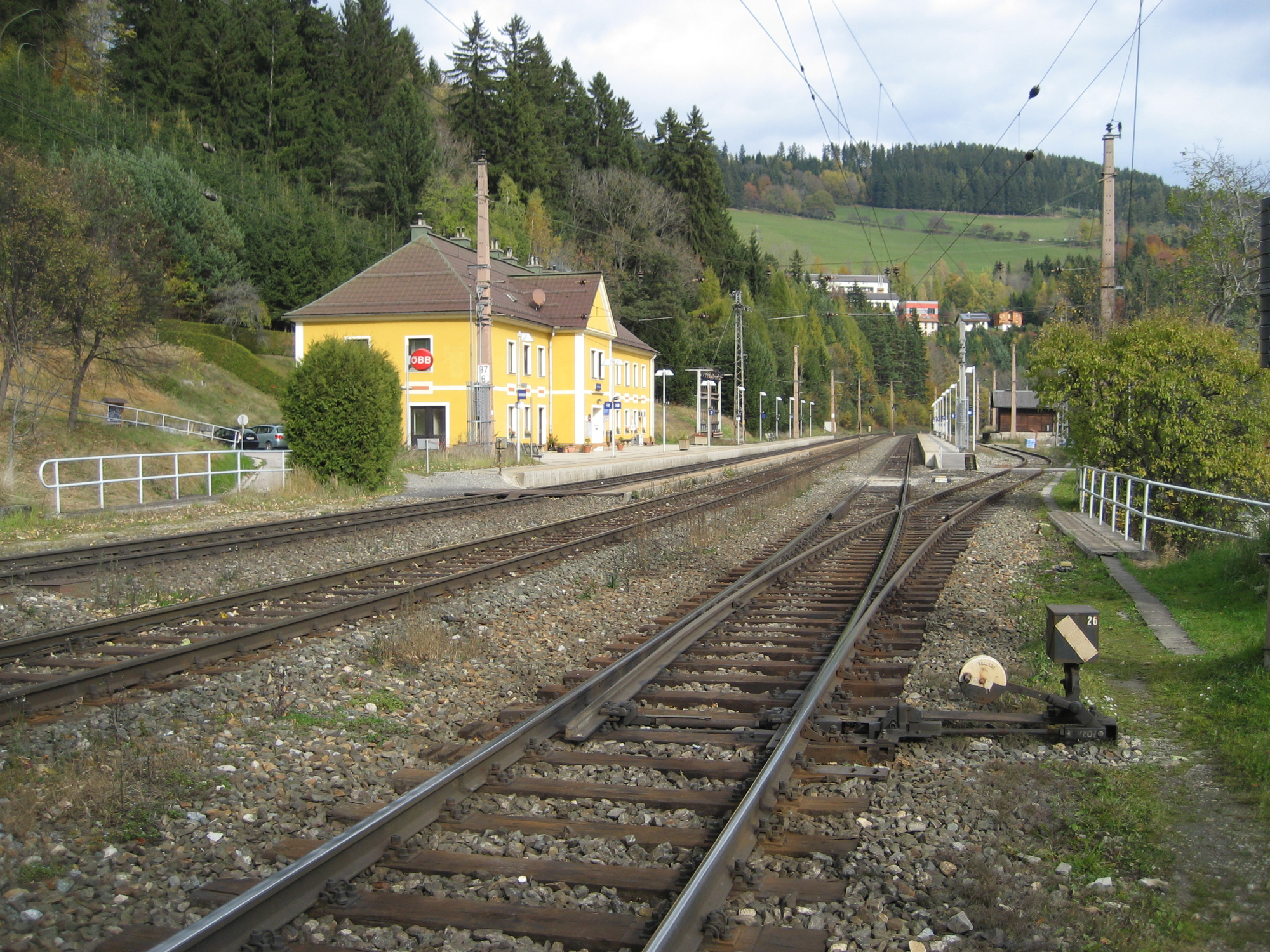
Bahnhof Breitenstein

- Bahn: An der Südbahn liegt der Bahnhof Breitenstein sowie, an der östlichen Gemeindegrenze, der frühere Bahnhof und jetzige Haltepunkt Klamm-Schottwien. Hier halten Regionalzüge in Richtung Payerbach-Reichenau und Semmering bzw. Mürzzuschlag. Weiters gibt es unter der Woche in der Früh und am Abend Regionalexpresszüge Richtung Wien und Mürzzuschlag.

## Politik

### Gemeinderat
Der Gemeinderat hat 13 Mitglieder.
- Mit den Gemeinderatswahlen in Niederösterreich 1990 hatte der Gemeinderat folgende Verteilung: 8 ÖVP, und 5 SPÖ.
- Mit den Gemeinderatswahlen in Niederösterreich 1995 hatte der Gemeinderat folgende Verteilung: 10 ÖVP, und 3 SPÖ.[15]
- Mit den Gemeinderatswahlen in Niederösterreich 2000 hatte der Gemeinderat folgende Verteilung: 11 ÖVP, und 2 SPÖ.[16]
- Mit den Gemeinderatswahlen in Niederösterreich 2005 hatte der Gemeinderat folgende Verteilung: 10 ÖVP, und 3 SPÖ.[17]
- Mit den Gemeinderatswahlen in Niederösterreich 2010 hatte der Gemeinderat folgende Verteilung: 9 ÖVP, und 4 SPÖ.[18]
- Mit den Gemeinderatswahlen in Niederösterreich 2015 hatte der Gemeinderat folgende Verteilung: 9 ÖVP, und 4 SPÖ.[19]
- Mit den Gemeinderatswahlen in Niederösterreich 2020 hatte der Gemeinderat folgende Verteilung: 10 ÖVP, und 3 SPÖ.[20]
- Mit den Gemeinderatswahlen in Niederösterreich 2025 hat der Gemeinderat folgende Verteilung: 9 ÖVP und 4 SPÖ.[21]

### Bürgermeister
| 1919–1928             | Johann Hanl               |
| 1929–1933             | Adolf Poppa               |
| 1934–1938             | Johann Hanl               |
| 1938–1942             | Leopold Heu               |
| 1942–1945             | Josef Althammer           |
| 1945–12.01.1946       | Josef Mies                |
| 12.01.1946–28.08.1946 | Karl Wallner              |
| 28.08.1946–15.05.1955 | Ignaz Wallner             |
| 15.05.1955–25.07.1961 | Ludwig Tritt              |
| 12.08.1961–19.04.1975 | Rudolf Sagbauer           |
| 19.04.1975–17.08.1984 | Karl Stocksmayer          |
| 03.09.1984–29.04.1985 | Rudolf Hanl               |
| 29.04.1985–31.05.1992 | Leo Schellenbacher        |
| 10.06.1992–13.04.2010 | Friedrich Koger           |
| 13.04.2010–27.03.2025 | Engelbert Rinnhofer (ÖVP) |

### Wappen
Das Gemeindewappen wurde mit Bescheid vom 14. August 1991 der NÖ-Landesregierung verliehen. Gleichzeitig wurden die vom Gemeinderat beschlossenen Gemeindefarben „grün-gelb“ genehmigt.
Blasonierung: „Ein grüner Schild, schräglinks geteilt durch einen silbernen Wellenbalken, unten auf wachsendem goldenen Felsen eine ebensolche Ruine mit linksstehendem Bergfried und schwarzen Schießscharten, oben aus der Schildteilung wachsend eine zweigeschossige goldene Brücke mit oben vier und unten zwei Bogenöffnungen.“
Die Übergabe erfolgte am 5. April 1992 durch den niederösterreichischen Landeshauptmann Siegfried Ludwig und seinem Stellvertreter Ernst Höger.

## Persönlichkeiten
- Alma Mahler-Werfel (1879–1964), Salonnière der (Wiener) Kunst-, Musik- und Literaturszene der ersten Hälfte des 20. Jhdts.; für Alma Mahler-Werfel wurde 1913 im Ort eine Villa errichtet[25]
- Viktor Kaplan (1876–1934), der Erfinder der Kaplanturbine, wohnte als Kleinkind mit seinen Eltern Karl Viktor und Johanna Kaplan vom 16. Juli 1877 bis 12. November 1879 in Breitenstein. Vater Karl Viktor war dort Stationsvorstand der Südbahn-Gesellschaft. Die Wohnung der Familie war im 1. Stock des heute noch existierenden Bahnwärterhauses 164, das etwa 200 m westlich des Bahnhofes Breitenstein gelegen ist.
- Oskar Kokoschka (1886–1980), Grafiker und Maler, lebte einige Zeit lang mit Alma Mahler-Werfel in deren Villa[26]
- Arthur Halberstadt (1874–1950), war ein niederösterreichischer Volkskundler, Volksliedforscher und Bankfilialleiter.